# Ніола (Юта)
Ніола (англ. Neola) — переписна місцевість (CDP) в США, в окрузі Дюшен штату Юта. Населення — 491 особа (2020).

## Географія
Ніола розташована за координатами 40°26′5″ пн. ш. 110°1′51″ зх. д. / 40.43472° пн. ш. 110.03083° зх. д. (40.434806, -110.030820).  За даними Бюро перепису населення США в 2010 році переписна місцевість мала площу 9,78 км², з яких 9,77 км² — суходіл та 0,01 км² — водойми.

## Демографія
Згідно з переписом 2010 року, у переписній місцевості мешкала 461 особа в 144 домогосподарствах у складі 122 родин. Густота населення становила 47 осіб/км².  Було 165 помешкань (17/км²).
Расовий склад населення:
| - 88,5 % — білих - 7,8 % — корінних американців |

До двох чи більше рас належало 3,0 %. Частка іспаномовних становила 3,5 % від усіх жителів.
За віковим діапазоном населення розподілялося таким чином: 34,7 % — особи молодші 18 років, 56,0 % — особи у віці 18—64 років, 9,3 % — особи у віці 65 років та старші. Медіана віку мешканця становила 29,1 року. На 100 осіб жіночої статі у переписній місцевості припадало 90,5 чоловіків;  на 100 жінок у віці від 18 років та старших — 91,7 чоловіків також старших 18 років.
Середній дохід на одне домашнє господарство  становив 71 427 доларів США (медіана — 70 000), а середній дохід на одну сім'ю — 74 519 доларів (медіана — 75 313). Медіана доходів становила 49 107 доларів для чоловіків та 36 500 доларів для жінок. За межею бідності перебувало 25,1 % осіб, у тому числі 44,5 % дітей у віці до 18 років та 14,7 % осіб у віці 65 років та старших.
Цивільне працевлаштоване населення становило 131 особа. Основні галузі зайнятості: сільське господарство, лісництво, риболовля — 50,4 %, будівництво — 17,6 %, освіта, охорона здоров'я та соціальна допомога — 10,7 %, публічна адміністрація — 8,4 %.